# Astrocles actinodetus
Astrocles actinodetus is een elfarmige zeester uit de familie Freyellidae.
De wetenschappelijke naam van de soort werd in 1917 gepubliceerd door Walter Kenrick Fisher. De beschrijving was gebaseerd op één exemplaar dat was opgedregd van een diepte van 1569 vadem (2869 meter) op bemonsteringsstation 2859 van onderzoeksschip Albatross, voor de kust van Brits Columbia.